# Torsten Wolfgramm

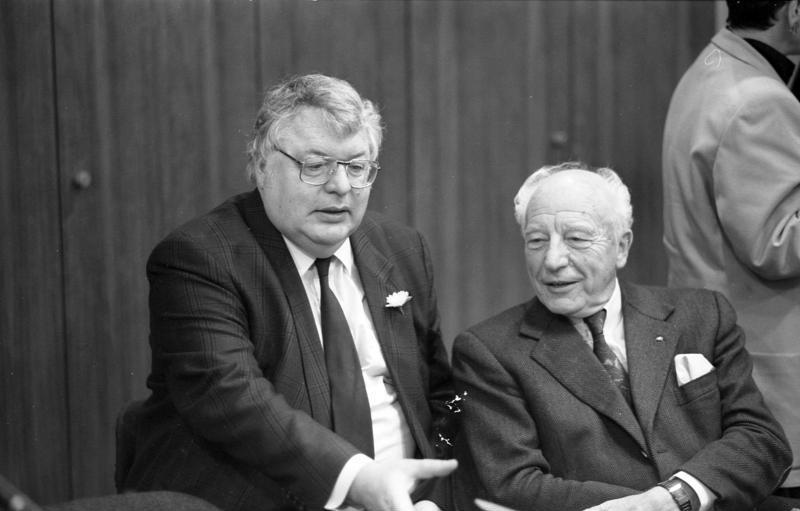
Torsten Wolfgramm (links) mit Walter Scheel auf einer FDP-Fraktionssitzung, 1991

Torsten Wolfgramm (* 30. August 1936 in Berlin; † 19. April 2020 in Göttingen) war ein deutscher Politiker (FDP).

## Ausbildung und Beruf
Nach dem Abitur absolvierte Wolfgramm ein Studium der Rechts- und Staatswissenschaften. Seit 1965 war er Geschäftsführer einer gemeinnützigen Studentenwohnheimstiftung. 1979 erhielt er einen Lehrauftrag an der Universität Hannover.
Von 1982 bis 1991 war er stellvertretender Vorsitzender der Friedrich-Naumann-Stiftung.

## Partei
Ab 1967 war Wolfgramm Mitglied der FDP. 1970 bis 1994 war er Mitglied im Vorstand der FDP Niedersachsen, 1988 bis 1991 auch Mitglied im FDP-Bundesvorstand.

## Abgeordneter
Von 1968 bis 1979 war Wolfgramm Ratsherr der Stadt Göttingen. Von 1974 bis 1994 war er Mitglied des Deutschen Bundestages. Hier bekleidete er von 1978 bis 1991 das Amt des Parlamentarischen Geschäftsführers der FDP-Bundestagsfraktion. Von 1994 bis 1995 gehörte er der Parlamentarischen Versammlung des Europarates an.
Unterlagen zu seiner politischen Tätigkeit liegen im Archiv des Liberalismus der Friedrich-Naumann-Stiftung für die Freiheit in Gummersbach.

## Öffentliche Ämter
Von 1991 bis 1993 war Wolfgramm Parlamentarischer Staatssekretär beim Bundesminister für Bildung und Wissenschaft.

## Privates
Wolfgramm war verheiratet und hatte drei Kinder.